# Ján Kačala
Ján Kačala (ur. 8 kwietnia 1937 w Dobszynie) – słowacki językoznawca i publicysta. Zajmuje się badaniami nad słowackim językiem literackim, jego kulturą i historią. Porusza zagadnienia z zakresu składni semantycznej, leksykologii i leksykografii.

## Życiorys
Urodził się w rodzinie nauczycielskiej. Po ukończeniu gimnazjum w Rożniawie studiował słowacystykę w Wyższej Szkole Pedagogiki w Bratysławie (1954–1958). Przez pięć lat nauczał w szkole średniej. W 1963 r. został zatrudniony w Instytucie Językoznawstwa im. Ľudovíta Štúra; w latach 1981–1991 był dyrektorem instytutu. W 1968 r. uzyskał stopień kandydata nauk, w 1969 r. PhDr., od 1983 r. doktor nauk.
Jego dorobek obejmuje 16 monografii naukowych oraz ponad 500 studiów naukowych, wydanych na Słowacji i za granicą. Jako współautor i redaktor przyczynił się do powstania prac zbiorowych, w tym wydawnictw kodyfikacyjnych: Krátky slovník slovenského jazyka (cztery wydania) i Pravidlá slovenského pravopisu z 1991 (cztery wydania). Współpracował przy tworzeniu Encyklopédii jazykovedy (1993). W latach 1971–1991 był redaktorem naczelnym czasopisma lingwistycznego „Kultúra slova”.
Członek szeregu towarzystw naukowych, m.in. Słowackiego Towarzystwa Językoznawczego przy Słowackiej Akademii Nauk oraz The Societas Linguistica Europaea. W 1987 r. przyznano mu odznakę honorową Josefa Dobrovského za zasługi w dziedzinie nauk społecznych. W 2007 r. otrzymał Złoty Medal Maticy Slovenskej (MS) za wieloletnią pracę naukową i publicystyczną. W 2011 r. został odznaczony Orderem Ľudovíta Štúra II klasy za wybitne zasługi na rzecz rozwoju nauki i edukacji, zwłaszcza w dziedzinie językoznawstwa.

## Wybrana twórczość
- Doplnok v slovenčine (1971)
- Sloveso a sémantická štruktúra vety (1989)
- Slovenčina – vec politická? (1994)
- Kultúrne rozmery jazyka. Úvahy jazykovedca (1997)
- Spisovná slovenčina v 20. storočí (1998)
- Syntaktický systém jazyka (1998)
- Slovenčina pri míľnikoch slovenských dejín (2002)